# مصطفى القصري
مصطفى القصري (بالفرنسية: Mustapha El Kasri)‏ ولد في الدار البيضاء عام 1923، وتوفي بمدينة الرباط في 11 فبراير 2009 عن عمر يناهز 86 سنة وهو مترجم وصحفي وشاعر وصاحب منصب مغربي.

## السيرة الذاتية
بدأ مصطفى مسيرته المهنية كمدرس بمدرسة الأمير مولاي الحسن بالدار البيضاء منذ عام 1944. ثم انخرط في العمل الصحفي كمتعاون مع صحيفة الرأي العام في عام 1951. وخلال أحداث الدار البيضاء عام 1952، وحملة القمع التي تعرض لها الوطنيون من قبل المستعمرين الفرنسيين، تم اعتقاله من طرف سلطات الاحتلال عدة مرات، بما في ذلك 20 أغسطس 1953، خلال الأحداث التي نجمت عن نفي الملك محمد الخامس، حيث جرى ترحيله إلى الجنوب المغربي في عام 1955، ووضع رهن الإقامة الجبرية.
وبعد الاستقلال تم تكليفه بمهمة لدى وزير التشغيل والشؤون الاجتماعية، قبل أن يتولى بعد فترة وجيزة الإشراف على جريدة الرأي العام وتولى أيضا ً إعداد صحيفة الديمقراطية. وفي عام 1962، عين مديرا للمدرسة الوطنية للاتصالات والبريد.
وفي عام 1966، تم تعيينه أمينا عاما للجنة الاستشارية المغاربية، التي كان يقع مقرها في تونس. وفي عام 1973، كلف بمهمة لدى الوزير الأول. بينما في عام 1974، عين وزيرا مفوضا بالقرب من سفارة المغرب في واشنطن.
في 1 نوفمبر 1977، أصبح الأمين العام لوزارة الإعلام، وهو المنصب الذي تقلده حتى عام 1981، قبل أن يتم تعيينه موظفا في بعثة إلى الديوان الملكي، مع رتبة الأمين العام للإدارات العامة. وعمل في الوقت نفسه، كمدير لمكتب المدير العام للمنظمة الإسلامية للتربية والعلوم والثقافة (1982-1986).

## كتابته
كان مصطفى القصري مهتما بالترجمة حيث كان يقوم بتعريب الأخبار، وتعجيم خطب الملك الحسن الثاني وتعريبها، وكان يهتم بترجمة الشعر وبالخصوص قصائد بودلير، ومن بين الأعمال التي عربها: "الفلك الضيقة لسان جون بيرس" (الدار التونسية للنشر، 1973) ، ونرجس لبول فاليري (مطبعة الأنباء 1980) ، وتأبين توفيل غوتيي لستفان مالارميه (مطبعة الأنباء 1991)، وزهور الشر لشارل بودلير (رسم 1998). كما ترجم مصطفى القصري أعمالا أخرى في مجالات أدبية ونثرية غير الشعر، منها "الأمير الصغير" لأنطوان دي سانت-أكزوبيري" و"حكم لابرويير". وكان يحافظ في ترجمته للشعر على إيقاع القصيدة وإيحائيتها.